# Ayenia microphylla
Ayenia microphylla är en malvaväxtart som beskrevs av Asa Gray. Ayenia microphylla ingår i släktet Ayenia och familjen malvaväxter. Inga underarter finns listade i Catalogue of Life.